# Iiyama
iiyama（イーヤマ）は、株式会社マウスコンピューターの液晶ディスプレイのブランド名である。
また、株式会社iiyama（英: iiyama Corporation）は、2008年10月まで存在したパソコン機器メーカーで、東京都千代田区に本社を置いていた。2006年1月にMCJグループに属し、2008年10月にヨーロッパへ本社機能を移転し、株式会社iiyamaはMCJグループのマウスコンピューターに吸収合併された。

## 概要

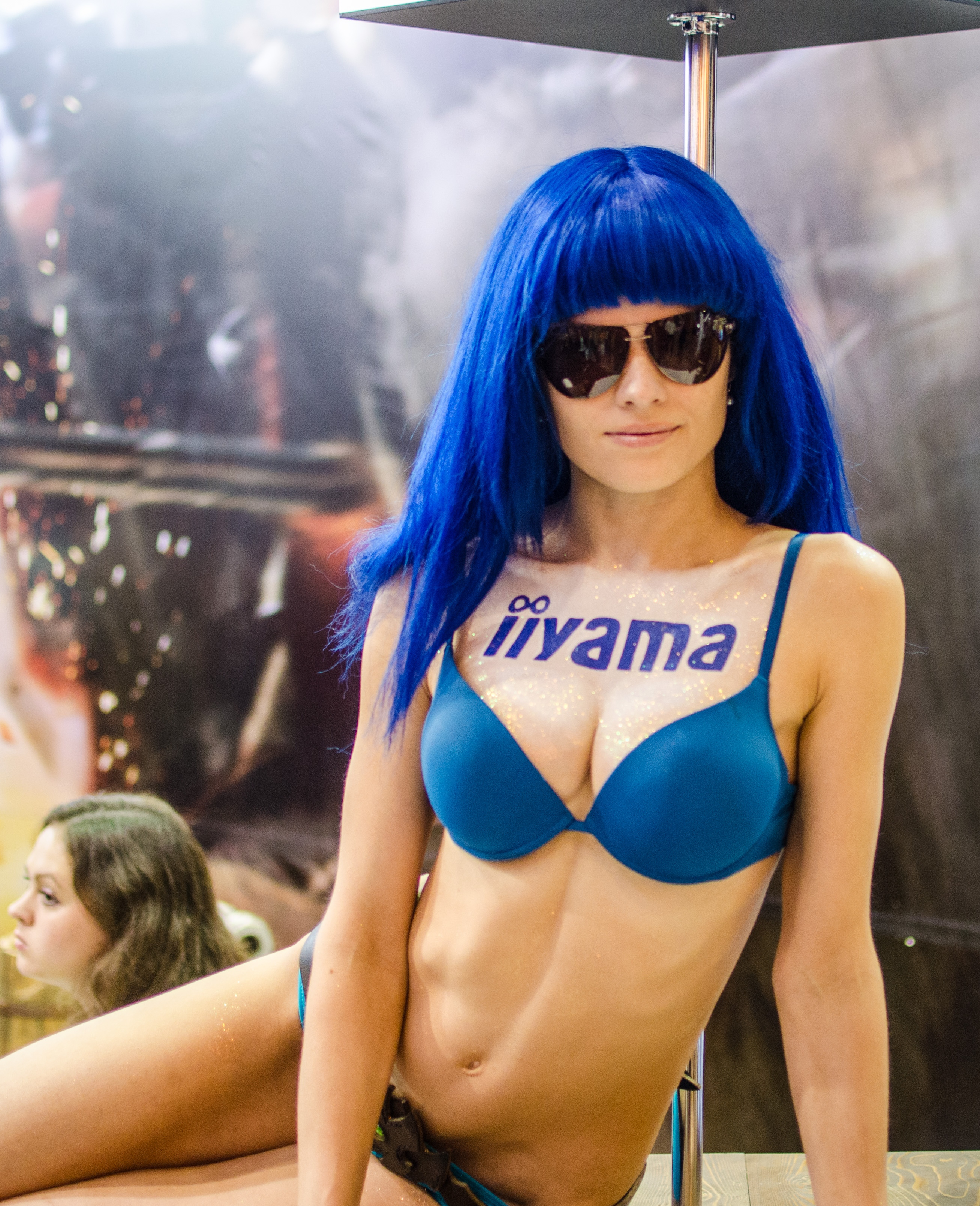
iiyamaのイベントコンパニオン（ロシアのゲームイベント、IgroMir 2012にて）

1972年3月に長野県飯山市で飯山電機株式会社として創業する。社名と後のブランド「iiyama」はこの創業地の飯山市に由来する。三菱電機京都製作所長野工場から白黒テレビ基板の組み立てを下請けたのち、カラーテレビ基板やテレビ完成品の組み立ても請け負っていた。1981年にパソコン用ディスプレイのOEMを手掛けたのちに自社ブランド製品を発売し、17インチCRTのMF-8217を発売当初の298,000円から128,000円に価格改定すると好評で、17インチ以上の大型モニタが普及する先鞭となり認知が広まる。廉価で性能が充実する製品の発売を続けて1994年にiiyamaをグループ共通のブランドとする。1995年からはパソコンの製造を始める。
2001年4月に子会社のイーヤマと合併して社名を株式会社イーヤマとする。本社は長野市へ移転し、製造部門と修理サービス部門を分社化して子会社とする。創業敷地内の製造工場は子会社の修理製造部門とした。イーヤマは1972年3月に新潟県新井市でエポック産業として設立され、経営不振で1980年6月に飯山電機傘下となり社名をアイデック上越に、平成9年に社名をイーヤマに、2001年に飯山電気を吸収して合併する。
2003年頃からはe-yamaブランドを展開し、低価格販売で売り上げるも業績は振るわず、2005年11月7日に民事再生を申し立て、2006年1月24日にMCJが子会社イーヤマ販売の株式をすべて取得した。2006年2月1日に本社を東京都中央区へ移して社名を株式会社iiyamaとし、MCJからイーヤマと国内外子会社の営業権と株式が譲渡される。2006年3月27日にMCJ本社ビルを本社とする。業績は回復するも、国内で生産するタッチパネルディスプレイなど産業用ディスプレイ事業は2008年7月に東京特殊電線 (TOTOKU) へ譲渡した。
2008年10月にiiyamaグループは本社機能をオランダのiiyama Internationalへ移し、株式会社iiyamaはMCJグループの株式会社マウスコンピューターに吸収合併された。長野の飯山事業所は株式会社マウスコンピューターのパソコン製造工場及びモニター修理工場として継続している。
2013年10月から同じくMCJ傘下のユニットコムが販売する「iiyama」パソコンは当初ロゴマークのデザインが異なったが、2015年にディスプレイブランドと似たデザインへ変更した。